# Tiger Cage 3
Pour les articles homonymes, voir Tiger Cage (homonymie) et Cage (homonymie).
Série
Tiger Cage 2
(1990)
Pour plus de détails, voir Fiche technique et Distribution.
Tiger Cage 3 (冷面狙击手, Leng mian ju ji shou) est un film hongkongais réalisé par Yuen Woo-ping, sorti en 1991.

## Synopsis
John et James, inspecteur à la brigade financière, enquêtent sur les activités de Lee Siu-pong.

## Fiche technique
- Titre : Tiger Cage 3
- Titre original : 冷面狙擊手 (Leng mian ju ji shou)
- Réalisation : Yuen Woo-ping
- Scénario : Wong Wing-fai et Patrick Leung
- Musique : Wong Si-yuen
- Photographie : Ko Chiu-lam
- Production : Stephen Shin
- Société de production : D & B Films
- Pays :  Hong Kong
- Format : Couleurs - 1,85:1 - Mono - 35 mm
- Genre : Action, drame et policier
- Durée : 98 minutes
- Dates de sortie : 
  -  Hong Kong : 14 novembre 1991

## Distribution
- Michael Wong : John
- Cheung Kwok-leung : James
- Sharla Cheung : Suki Cheung
- Michael Dingo : Alex
- Wong Kam-kong : Lee Siu-pong
- John Cheung Ng-long : Roy
- Lui Siu-ming : Stephen
- Wu Fung : Liu
- Lau Shun : pêcheur
- Shut Mei-yee : Chan Tak-sin
- Tam Suk-mooi : secrétaire de Suki
- Michael Dinga : Alex, chef de John et James

## Anecdotes
Ce film est le dernier volet de la trilogie Tiger Cage réalisée par Yuen Woo-ping : les deux autres films sont Tiger Cage sorti en 1988 et Tiger Cage 2 sorti en 1990.